# Joanna Drabik
Joanna Drabik (ur. 28 października 1993 we Włoszczowie) – polska piłkarka ręczna, obrotowa, od 2020 zawodniczka MKS Zagłębie Lubin.
Wychowanka KSS-u Kielce, w barwach którego występowała w latach 2010–2013 w Superlidze. Będąc zawodniczką kieleckiej drużyny, grała również w Challenge Cup, w którym w ciągu dwóch sezonów zdobyła 31 bramek. W 2013 przeszła do MKS-u Lublin, z którym w kolejnych trzech sezonach zdobyła mistrzostwo Polski. W sezonach 2013/2014 i 2014/2015 rzuciła dla swojej drużyny 33 gole w Lidze Mistrzyń.
W 2010 uczestniczyła w otwartych mistrzostwach Europy U-18 w Szwecji (4. miejsce). W 2011 wystąpiła w mistrzostwach Europy U-19 w Holandii, podczas których zdobyła dziewięć bramek. W 2012 wraz z młodzieżową reprezentacją Polski wzięła udział w mistrzostwach świata U-20 w Czechach, w których rzuciła pięć goli.
W listopadzie 2013 została powołana przez trenera Kima Rasmussena do szerokiej kadry Polski seniorek na mistrzostwa świata w Serbii. W reprezentacji zadebiutowała 30 marca 2014 w wygranym meczu z Portugalią (29:21), w którym zdobyła jedną bramkę. W 2014 uczestniczyła w mistrzostwach Europy na Węgrzech i w Chorwacji, podczas których rzuciła siedem goli. W 2016 wystąpiła na mistrzostwach Europy w Szwecji, w których zdobyła dziewięć bramek. W 2017 wzięła udział w mistrzostwach świata w Niemczech, podczas których zagrała w sześciu meczach i rzuciła 11 goli. W 3. minucie spotkania z Angolą (34:33; 10 grudnia 2017) została uderzona w twarz przez jedną z rywalek i przewieziona do szpitala, w którym stwierdzono złamanie nosa. Reprezentowała Polskę na mistrzostwach Europy w 2018 i 2020.
W zorganizowanym w czerwcu 2015 plebiscycie portalu Handball Planet została wybrana najlepszą młodą obrotową na świecie.

## Sukcesy
MKS Lublin
- Mistrzostwo Polski: 2013/2014, 2014/2015, 2015/2016, 2017/2018
- Puchar Polski: 2017/2018
- EHF Challenge Cup: 2017/2018

MKS Zagłębie Lubin
- Mistrzostwo Polski: 2020/2021, 2021/2022, 2023/2024
- Puchar Polski: 2019/2020 (rozgrywane na początku następnego sezonu) 2020/2021, 2022/2023, 2023/2024
- Superpuchar Polski: 2024/2025

Siófok KC
- EHF European League: 2018/2019

Indywidualne
- Najlepsza młoda obrotowa świata (ur. 1993 i mł.) w plebiscycie portalu Handball Planet (sezon 2014/2015)[13]
- Gladiator PGNiG Superligi Kobiet Obrotowa Sezonu 2020/2021[14]
- Gladiator PGNiG Superligi Kobiet Obrończyni Sezonu 2021/2022[15]
- Gladiator Orlen Superligi Kobiet Obrończyni Sezonu 2023/2024[16]